# شوشانا (کتاب دانیال)

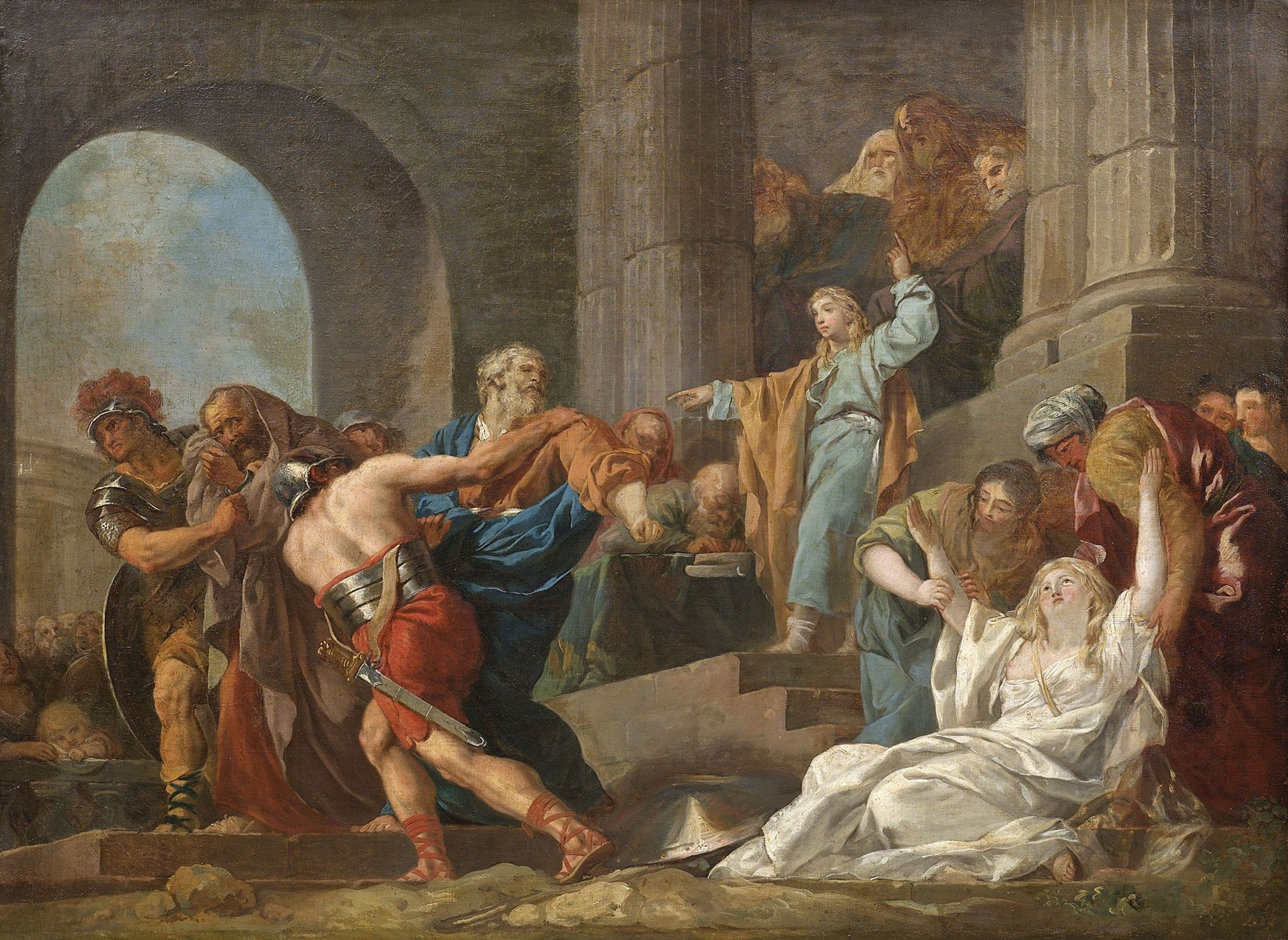
شوشانا اثر نقاش فرانسوی فرانسوا-گیوم منگیوت

شوشانا (انگلیسی: Susanna) داستانی زن بی گناهی است که در پایان کتاب دانیال آمده‌است و اینکه چگونه دانیال شوشانا را از مجازات اعدام نجات داد. این داستان در مورد تلاش برای تجاوز جنسی، سوء استفاده از قدرت و حق محاکمه عادلانه است.

## داستان
داستان در بابل (دولت‌شهر)، جایی که یهودیان در تبعید زندگی می‌کنند، اتفاق می‌افتد. مردی ثروتمند به نام یواخیم با شوشانا، زنی که به زیبایی و خوبی اش معروف است، ازدواج کرده بود. خانه اش معمولاً شلوغ بود، چون صبح‌ها دو قاضی مسن در آنجا کار می‌کردند. روزی آنها در باغ پنهان شدند و قصد داشتند خودشان را به او تحمیل کنند. شوشانا با دو خدمتکار وارد خانه شد و چون روز گرم بود تصمیم گرفت حمام کند. خدمتکاران رفتند تا برای او لوازم بیاورند. دو قاضی از مخفیگاه بیرون آمدند و از شوشانا خواستند که با آنها بخوابد. گفتند اگر امتناع کند به همه می‌گوید که او را با مرد جوانی دستگیر کرده‌اند. اما شوشانا گفت: نه، و ترجیح داد مجازات اعدام را به به جان بخرد تا تسلیم آنها شود. سپس او فریاد کمک خواست. همه از خانه دوان دوان آمدند تا ببینند قضیه چیست.
روز بعد دادگاهی در خانه یواخیم برگزار شد. دو قاضی پرونده خود را علیه او تنظیم کردند. از آنجایی که آنها مردان محترمی بودند، همه روایت آنها را از وقایع باور کردند - و شوشانا به مرگ محکوم شد. اما هنگامی که شوشانا را می‌بردند، دانیال نبی او را دید و فریاد زد: «به دادگاه بازگرد، زیرا این مردان علیه او شهادت دروغ داده‌اند.» از آنجایی که دانیال به حکمتش معروف بود، همه بلافاصله برگشتند. سپس دانیال از دو مرد جداگانه سؤال کرد. او از اولی پرسید که زیر چه درختی دیده که شوشانا به شوهرش خیانت می‌کند. جواب داد: زیر درخت بنه. سپس همان سؤال را از مرد دیگر پرسید. اما او پاسخ داد: زیر درختی همیشه سبز.
وقتی همه این شواهد ضد و نقیض را شنیدند، متوجه دروغ بودن این اتهامات شدند. شوشانا بلافاصله تبرئه شد و در عوض دو قاضی به اعدام محکوم شدند.